# Vickers Vespa
El Vickers Vespa fue un biplano británico de cooperación con el ejército, diseñado y construido por Vickers Limited en la década de 1920. Aunque no fue adoptado por la Real Fuerza Aérea británica, el Estado Libre Irlandés y Bolivia compraron pequeñas cantidades; este último país utilizó el modelo durante la Guerra del Chaco. Se utilizó un Vespa modificado para establecer un récord mundial de altitud de 13 407 m (43 976 pies) en septiembre de 1932.

## Diseño y desarrollo

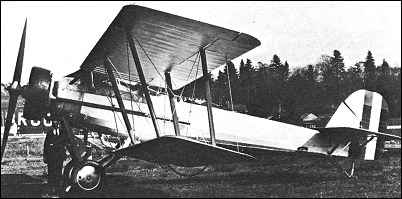

El Vespa fue diseñado por Vickers con financiación privada para cubrir los requisitos de la Especificación 30/24 del Ministerio del Aire. El primer prototipo, el Vespa I, voló en septiembre de 1925. El Vespa, que era un biplano monomotor con un fuselaje delgado suspendido entre alas de madera de dos vanos muy espaciadas y muy decaladas, fue entregado para su evaluación a la Real Fuerza Aérea, pero se estrelló debido a un problema en el motor el 24 de junio de 1926 y sufrió graves daños. Luego fue reconstruido con alas de acero recubiertas de tela como Vespa II, pero no logró obtener encargos de la RAF.
Sin embargo, atrajo la atención de Bolivia, que encargó seis Vespa III, una versión mejorada totalmente metálica, en 1928, y del Estado Libre Irlandés, que encargó cuatro Vespa IV en 1929 y otros cuatro Vespa V en 1930.
El prototipo del Vespa fue modificado como Vespa VI para ser mostrado al Gobierno de China Central, pero no fue comprado, por lo que fue devuelto a Gran Bretaña. Fue reconstruido como Vespa VII, con un motor Bristol Pegasus S sobrealimentado para intentar batir el récord mundial de altitud, estableciendo un récord de 13 407 m (43 976 pies) el 16 de septiembre de 1932.

## Historia operacional
Se entregaron seis Vespa III a Bolivia en 1928, donde se utilizaron principalmente como aviones de conversión operacional, aunque tuvieron un uso limitado en la Guerra del Chaco como bombarderos de reconocimiento y de largo alcance; estos aviones operaban a baja altitud en lugar de a la gran altitud para la que estaban optimizados los aparatos de Bolivia. Permanecieron en servicio hasta 1935.
Los ocho Vespa irlandeses permanecieron en servicio durante varios años, operando desde la base del Cuerpo Aéreo Irlandés en Baldonnel, cerca de Dublín, y el último fue dado de baja el 12 de junio de 1940.

## Variantes
Vickers Type 113 Vespa I
Prototipo de avión de cooperación con el ejército para evaluación por la RAF. Alas de madera. Propulsado por motor radial Bristol Jupiter IV (posteriormente equipado con un Jupiter VI). Sólo uno construido (G-EBLD).
Vickers Type 119 Vespa II
Vespa I modificado con alas metálicas.
Vickers Type 149 Vespa III
Versión mejorada de producción totalmente metálica para Bolivia. Propulsada por un motor Jupiter VI de 339 kW (455 hp). Seis construidos.
Vickers Type 193 Vespa IV
Versión de producción para el Cuerpo Aéreo Irlandés. Propulsada por un Armstrong Siddeley Jaguar VIC de 370 kW (490 hp). Cuatro construidos.
Vickers Type 208 Vespa V
Versión mejorada del Vespa IV para el Cuerpo Aéreo Irlandés. Equipado con anillo Townend alrededor del motor. Cuatro construidos.
Vickers Type 210 Vespa VI
Primer prototipo reconstruido, rematriculado como G-ABIL y exhibido al Gobierno de China Central.
Vickers Type 250 Vespa VII
Vespa VI reconstruido con motor Bristol Pegasus S para intentar batir el récord de altitud.

## Operadores
Bolivia
- Fuerza Aérea Boliviana

 Irlanda
- Cuerpo Aéreo Irlandés

 Reino Unido
- Real Fuerza Aérea

## Especificaciones (Vespa V)
Referencia datos: Vickers Aircraft Since 1908 

### Características generales
- Tripulación: Dos
- Longitud: 10,1 m (33 ft)
- Envergadura: 15,2 m (50 ft)
- Altura: 3,2 m (10,5 ft)
- Superficie alar: 53,5 m² (575,9 ft²)
- Peso vacío: 1307 kg (2880,6 lb)
- Peso cargado: 1982 kg (4368,3 lb)
- Planta motriz: 1× motor radial de 14 cilindros refrigerado por aire Armstrong Siddeley Jaguar VIC.
  - Potencia: 370 kW (510 HP; 503 CV)
- Hélices: Bipala de paso fijo

### Rendimiento
- Velocidad máxima operativa (Vno): 224 km/h (139 MPH; 121 kt) a 3000 m (10 000 pies)
- Alcance: 930 km (502 nmi; 578 mi) a 4600 m (15 000 pies) y 187 km/h
- Techo de vuelo: 7900 m (25 919 ft) (techo absoluto)
- Tiempo a altitud: 16 min para 4600 m (15 000 pies)

### Armamento
- Ametralladoras: [10]

  - 1x Vickers de 7,7 mm frontal fija
  - 1x Lewis de 7,7 mm en anillo Scarff en cabina trasera
- Bombas: Provisión instalada[10]

## Aeronaves relacionadas

### Secuencias de designación
- Secuencia Numérica (interna de Vickers): ← 106 - 108 - 112 - 113 - 115 - 116 - 117 - 118 - 119 - 120 - 121 - 122 -- 146 - 147 - 148 - 149 - 150 - 151 - 153 -- 173 - 177 - 192 - 193 - 194 - 195 - 196 -- 203 - 204 - 207 - 208 - 209 - 210 - 212 - 214 - 216 -- 245 - 246 - 249 - 250 - 252 - 253 - 255 →